# Étienne Le Blanc
Pour les articles homonymes, voir Le Blanc et Étienne Blanc.
Étienne Le Blanc, né à Sedan vers 1490 et mort vers 1565, est un littérateur et un traducteur français.

## Biographie
Il succéda à son père dans son office de greffier et y fut reçu en 1509, sans être secrétaire du roi. Il devint secrétaire de Louis XII, de la reine Marie Tudor et de la reine de Navarre et secrétaire des commandements de la duchesse de Savoie (Louise de Savoie), mère de François Ier et régente de France. Il fut également contrôleur général de l'épargne sous François Ier et Henri II, lecteur et valet de chambre du premier et gouverneur du château de Saint-Germain-en-Laye.
Le roi de France François Ier encouragea la traduction des œuvres grecques et latines en français. Dans ce mouvement littéraire, Étienne Le Blanc se fit traducteur, en particulier des discours de Cicéron, traductions qu'il dédia à François Ier et à Anne de Montmorency.
François II lui accorda des lettres de noblesse le 21 mars 1551. Elles furent expédiées à la chambre des comptes le 27 avril et enregistrées à la cour des aides le 20 juillet suivant.

### Parenté
Il est le fils de Louis Le Blanc, né en novembre 1443 à Sedan, mort vers 1512, qui était notaire et secrétaire du roi et greffier de la chambre des comptes de Paris.
À partir de 1510, il est le mari de Catherine Budé, morte avant 1527, comme en témoigne l'épitaphe "Mort a ravi Katherine Budé" de Clément Marot. Celle-ci est la fille de Dreux de Budé, conseiller du roi et trésorier des chartes, et la nièce de l'humaniste français Guillaume Budé. 

## Publications

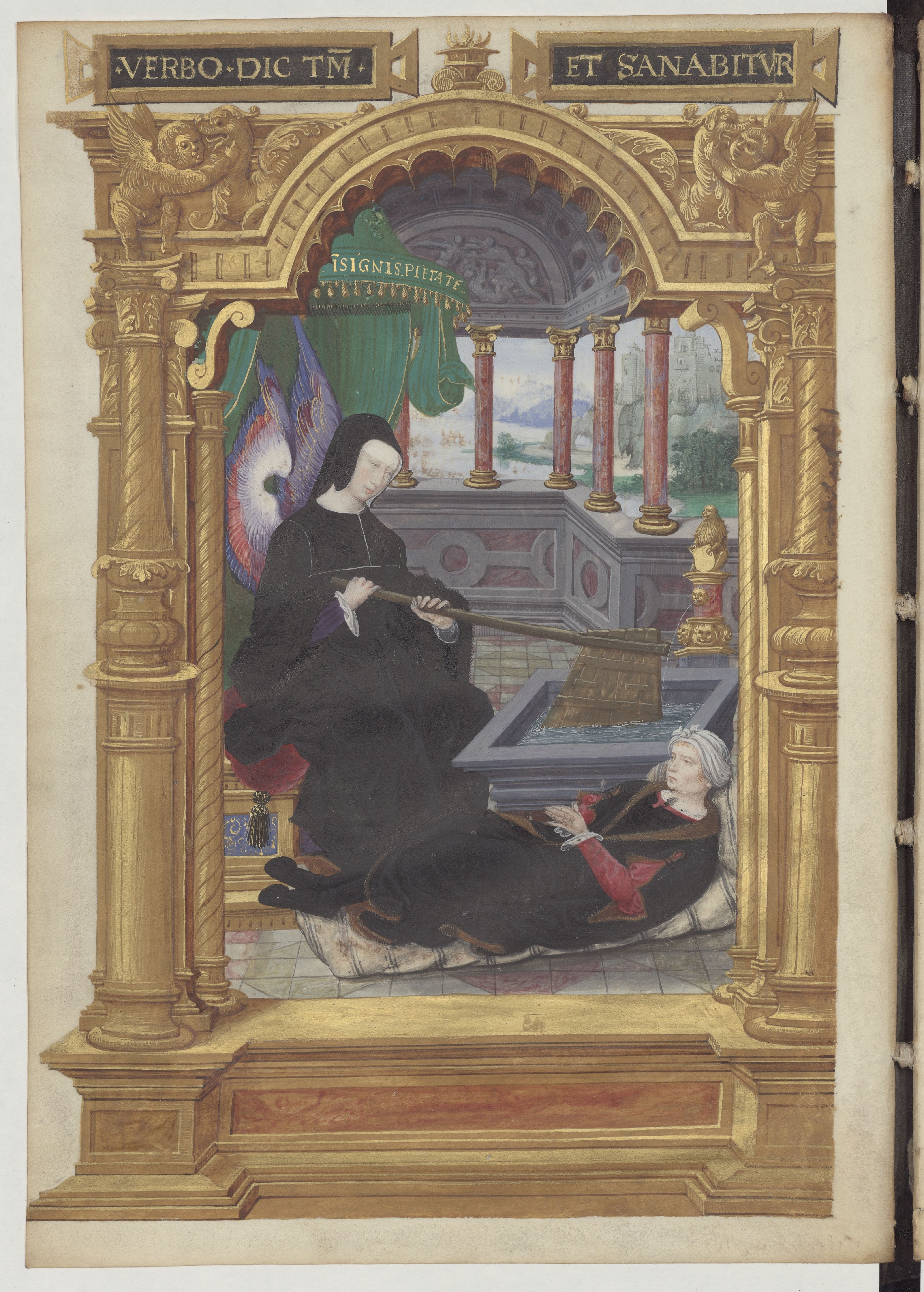
Louise de Savoie tenant un gouvernail, symbole de la régence (vers 1520-1522), miniature attribuée à Noël Bellemare tirée de la Gestes de Blanche de Castille d’Étienne Leblanc, BNF.

- Trois Oraisons de Cicéron, assavoir celle qu'il fit à Cœsar pour Marcus Marcellus, sénateur romain, qui avait tenu le parti de Pompée contre ledit Cœsar ; celle qu'il fit au peuple de Rome, pour élire Pompée, chef et conducteur de l'armée mise sus, par les Romains, à l'encontre de Mithridates et Tigranes ; et celle qu'il fit pour Q. Ligaire à Cœsar, séant au sénat, Paris : Simon de Colines, 1544, in-8°.
- L'Oraison de Saluste contre Marc Cicéron et, l'Oraison réponsive de Cicéron contre Saluste ; Oraison de Cripse Saluste à Jules Cœsar, afin de redresser la république romaine ; Oraison de Cicéron devant qu'il allât en exil ; Oraison de Cicéron après son rappel et retour à Rome ; Oraison de Cicéron à Octavien Cœsar ; Oraison de Cicéron pour les Provinces consulaires : le tout traduit par Estienne le Blanc, Paris : Jean Ruelle, 1545, in-16°
- Discours de l'entrée de la reine Isabelle de Bavière à Paris, et des joustes et tournois qui à icelle entrée furent faits en 1335,  manuscrit in-4°. (Manuscrit passé de la bibliothèque du baron d'Hoendorff dans celle de l'empereur d Autriche)
- Extrait sommaire du discours du mariage de madame Isabelle de France, fille du roi Charles VI, avec Richard (III) roi d Angleterre en 1393, et tout ce qui s'est ensuivi jusqu'à la mort dudit roi Richard ; et le retour de ladite reine son épouse en France, en 1401, et son second mariage en 1404, avec Charles duc d'Orléans, père du roi Louis XIII, manuscrit in-4°. (Manuscrit passé de la bibliothèque du baron d'Hoendorff dans celle de l'empereur d Autriche)
- Recueil de pièces depuis l'an 1227 jusqu'en 1527, dressé par Estienne le Blanc, in-folio — (Ce manuscrit est passé de la bibliothèque du premier président de Mesmes dans celle du roi de France.)
- Les faits et gestes de la reine Blanche, mère de saint Louis,  petit in-4 folio sur vélin, dédié par l'auteur à Louise de Savoie, mère de François Ier et régente du royaume. — (Ce manuscrit était à la Bibliothèque du roi sous le n° 10309.)
- De l'Origine et naissance des Romains, par Estienne le Blanc, in-folio sur vélin - (Manuscrit à la bibliothèque Menarsiana sous le n°773)